# Tilly Fleischer
Ottilie »Tilly« Fleischer, nemška atletinja in rokometašica, * 2. oktober 1911, Frankfurt ob Majni, Nemško cesarstvo, † 14. julij 2005, Lahr, Nemčija.
Tilly Fleischer je nastopila na poletnih olimpijskih igrah v letih 1932 v Los Angelesu in 1936 v Berlinu. Leta 1932 je osvojila bronasto medaljo v metu kopja, ob tem pa še četrto mesto v metu diska in šesto v štafeti 4x100 m. Največji uspeh kariere je dosegla leta 1936, ko je pred domačimi navijači postala olimpijska prvakinja v metu kopja. Po končani atletski karieri je tekmovala v rokometu, s klubom Eintracht Frankfurt je leta 1943 osvojila naslov nemškega državnega prvaka.